# Слободан Богојевић
Слободан Богојевић (Салаш, 21. фебруар 1920. – Париз, 15. мај 1998.) био је српски сликар, илустратор и вајар.

## Биографија
Слободан Богојевић је студирао архитектуру и историју уметности. Дипломирао је у Београду 1951. Био је члан Групе 11. Живео је и радио у Паризу. Његово дело су обележавале геометризација форме и тамна колористичка решења. У његовим колажима су били присутни конструктивистички и надреалистички елементи.

## Најпознатији радови
- Јама
- Вешање на Теразијама